# Vassili Frolov
Vassili Frolov, rus: Василий Фролов (22 de febrer del 1986) és un futbolista rus que juga com a porter.
Es va formar a les categories inferiors del Torpedo-ZIL (actualment FC Moscou), però per culpa d'un conflicte amb l'entrenador va deixar l'equip per entrar al planter del FC Dinamo Moscou, on va arribar quan tenia catorze anys. Va formar part del primer equip durant la temporada 2006.
És el net del llegendari porter soviètic Lev Iaixin per part de mare.